# Чижов, Геннадий Александрович
Генна́дий Алекса́ндрович Чижо́в (12 декабря 1947, Москва - 10 февраля 2020, Москва) — советский и российский физик-теоретик.

## Биография
В 1971 году окончил физический факультет Московского университета имени М. В. Ломоносова.
С апреля 1974 года — доцент по кафедре теоретической физики МГУ. Одновременно преподавал в школе № 54 (Москва, 1996—1998); с 2013 года преподавал в школе-интернате им. А. Н. Колмогорова (СУНЦ МГУ).

## Научная деятельность
В 1975 году защитил кандидатскую диссертацию.
Чижову с соавторами (В.Р. Халилов, И.М. Тернов, И. Маглеванный) принадлежат исследования по электромагнитному и гравитационному (вкл. синхротронное) излучению частиц в гравитационных полях Керра и Шварцшильда, а также исследования силы реакции излучения частицы на движение частиц в гравитационных полях чёрных дыр.
Написанные им учебники по физике входят в Федеральный перечень учебно-методической литературы для преподавания физики, а также в перечень рекомендуемой литературы для участников всероссийских школьных олимпиад по физике.
Учебник по физике для 10-х классов издательства Дрофа является победителем конкурса НФПК «Учебники нового поколения». Этот учебник поступает в продажу с набором ЦОР для 3 и 4 учебной четверти.
О Чижове имеется мемориальная статья супруги, Л.А. Чижовой
Участвовал, как слушатель в работе школы "Квантовые частицы в интенсивных полях" (Кишинёв, 1985)

### Избранные труды
- Тернов И. М., Павленко Ю. Г., Чижов Г. А. Нелинейная теория ондулятора. — М : Б. и., 1990. — 6 с. — (Препринт / МГУ им. М. В. Ломоносова. Физ. фак. ; 1).
- Ханнанов Н. К., Чижов Г. А. Расширение возможностей учителя физики при работе с учебником, имеющим электронный аналог и дидактические материалы в интернет и на CD-носителе // ИТО-2008 : Секция III.1. ИКТ в образовательном процессе. Естественно-математические предметы.
- Чижов Г. А. Излучение частиц в электромагнитных полях и сильных полях тяготения : Автореф. дис. … канд. физ.-мат. наук. — М.: Изд-во Моск. ун-та, 1974. — 11 с.
- Чижов Г. А., Мышенков Е. В. Электромагнитное излучение частицы в полях Шварцшильда и Керра. — М.: Б. и., 1985. — 6 с. — (Препринт / МГУ им. М. В. Ломоносова. Физ. фак. ; № 33). — 50 экз.

Учебники
- Елютин П. В., Чижов Г. А. Словарь-справочник по элементарной физике : [Для сред. шк.]. — М.: УНЦДО МГУ, 1995.
  - Ч. 1: Основные положения. Механика. — 8+126 с. — 7500 экз. — ISBN 5-88800-023-X
    -  — [2-е изд.] — 2001. — 126 с. — 3650 экз. — ISBN 5-88800-137-6
    -  — 3-е изд. — 2004. — 126 с. — (Серия «В помощь поступающим в вузы»). — 1000 экз. — ISBN 5-88800-258-5

  - Ч. 2: Термодинамика и молекулярная физика. Электродинамика. — 12+164 с. — 10000 экз. — ISBN 5-88800-012-4
    -  — [2-е изд.] — 2004. — 10+164 с. — (Серия «В помощь поступающим в вузы»). — 1500 экз. — ISBN 5-88800-227-5

  - Ч. 3: Колебания и волны. Оптика. Специальная теория относительности. Квантовая теория. — 1996. — 125 с. — 10000 экз. — ISBN 5-88800-014-0
    -  — [2-е изд.] — 2004. — 125 с. — (Серия «В помощь поступающим в вузы»). — 1000 экз. — ISBN 5-88800-259-3
- Халилов В. Р., Чижов Г. А. Динамика классических систем : [Учеб. для вузов по направлению «Физика»]. — М.: Изд-во МГУ, 1993. — 349 с. — 850 экз. — ISBN 5-211-02297-1
- Ханнанов Н. К., Чижов Г. А., Ханнанова Т. А. Физика : 10 кл. : задачник для классов с углубл. изучением физики. — М.: Дрофа, 2004. — 173 с. — 5000 экз. — ISBN 5-7107-6086-2
  -  — 2-е изд., пересмотр. — М.: Дрофа, 2010. — 173 с. — 3000 экз. — ISBN 978-5-358-08921-1
- Чижов Г. А., Ханнанов Н. К. Физика : учебник : углубленный уровень : 10 класс. — М.: Дрофа, 2013. — 495 с. — (Вертикаль). — (ФГОС). — 800 экз. — ISBN 978-5-358-11713-6
- Чижов Г. А., Ханнанов Н. К. Физика : Учеб. для классов с углубл. изуч. физики. 10 кл. — М.: Дрофа, 2003. — 480 с. — 1000 экз. — ISBN 5-7107-6085-4
  -  — 2-е изд., дораб. — М.: Дрофа, 2010. — 480 с. — 3000 экз. — ISBN 978-5-358-08785-9
  -  — 3-е изд. — М.: Дрофа, 2013. — 480 с. — 800 экз. — ISBN 978-5-358-12648-0